# 涂则生
涂则生（1912年12月12日—1971年），福建省龙岩市长汀县涂坊镇人，中国人民解放军将领、中国人民解放军开国少将。
民国18年3月，参加赤卫队。民国18年5月，参加中国工农红军，参加了攻占兴国和宁都县城的战斗。12月，进入红军学校学习。民国19年，加入中国共产主义青年团。民国21年5月，加入中国共产党。历任江西宁都县独立团连长，江西军区独立师副营长、营长，中国工农红军第一军团教导营连长。
曾任中国人民解放军西康军区副司令员。1955年，授予中国人民解放军少将。